# トテナム・コート・ロード駅
トテナム・コート・ロード駅（トテナム・コート・ロードえき、英語: Tottenham Court Road station）またはトッテナム・コート・ロード駅（トッテナム・コート・ロードえき）はセントラル・ロンドンにあるロンドン地下鉄セントラル線およびノーザン線チャリング・クロス支線、クロスレールエリザベス線の駅である。
セントラル線ではオックスフォード・サーカス駅とホルボーン駅の間、ノーザン線ではレスター・スクウェア駅とグージ・ストリート駅の間にある。トテナム・コート・ロード、オックスフォード・ストリート、ニュー・オックスフォード・ストリートとチャリング・クロス・ロードの交差点であるセント・ガイルズ・サーカスの下に駅があり、トラベルカード・ゾーン1に含まれる。

## 歴史

### セントラル・ロンドン鉄道
トテナム・コート・ロード駅はセントラル・ロンドン鉄道の駅として1900年7月30日に開業した。1933年9月24日までは当駅の東側には大英博物館駅があったが廃止され、以降はホルボーン駅が東隣の駅となっている。駅ホームはオックスフォード・ストリート西のセント・ガイルズ・サーカスにあり、改札階とホームは東側に設けられたエレベーターで結ばれていた。開業時にオックスフォード・ストリート上に設けられた駅舎は、他のセントラル・ロンドン鉄道の駅同様ハリー・ベル・メジャーズが設計したものだった。幾多の改造によりほとんど原形をとどめておらず、2009年の駅改築により元の駅の大半は失われたが、ファサードなど一部は現在も残されている。

### チャリングクロス・ユーストン・アンド・ハムステッド鉄道
チャリングクロス・ユーストン・アンド・ハムステッド鉄道は1907年6月22日に当地に駅を開設したが、1908年9月3日にセントラル線東行ホームとノーザン線北行ホームをつなぐ通路が開設されるまで駅名はオックスフォード・ストリートとされていた。ノーザン線の北隣りの駅はこの日までトテナム・コート・ロードを名乗っていたが、同日付でグージ・ストリート駅に改名している。

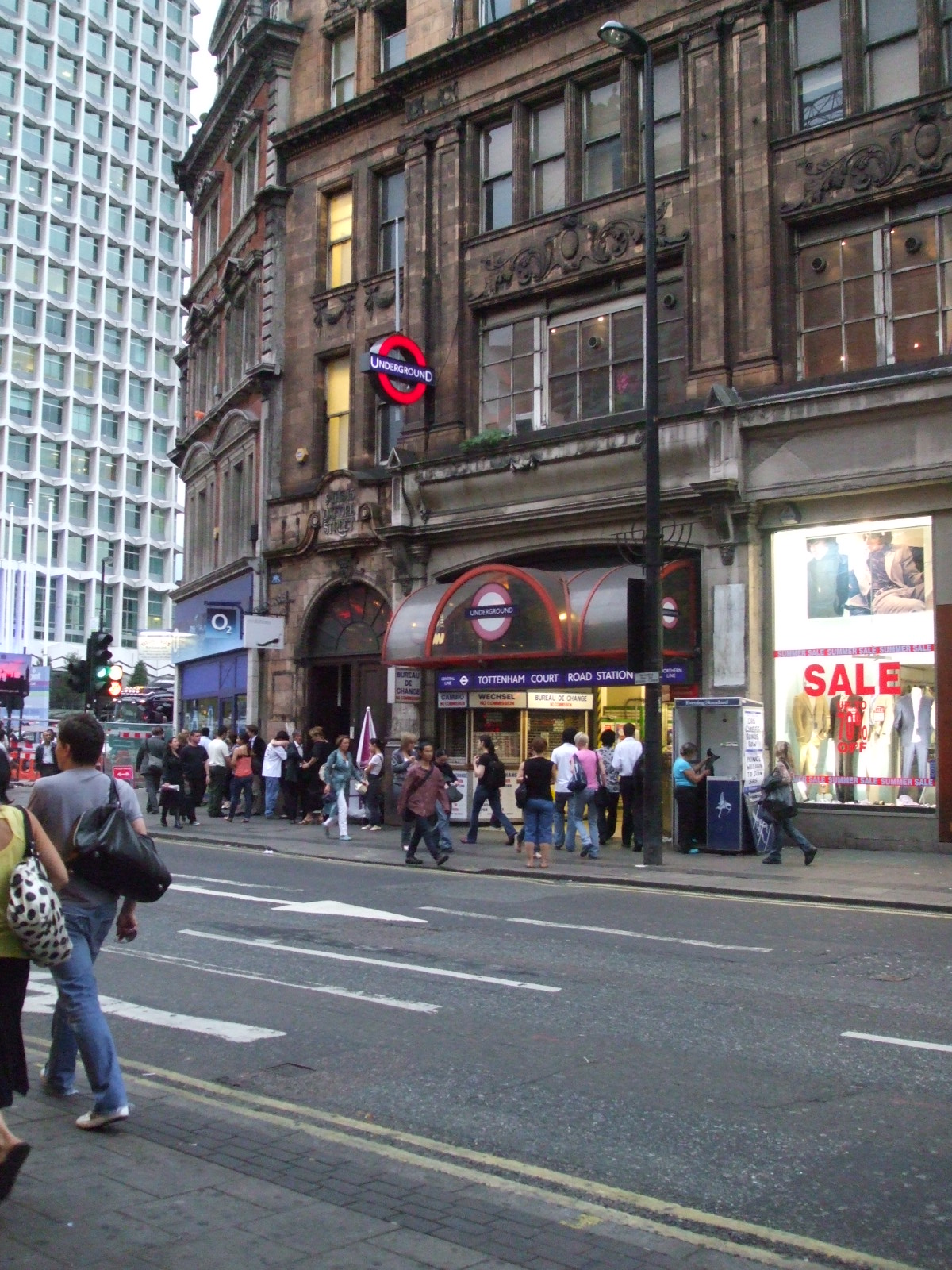
現在の駅舎に改築される前の2008年の駅舎

元の駅舎はオックスフォード・ストリートとチャリング・クロス・ロードの交差点の南東角にあり、当時エレベーターが設けられていた穴と非常階段は駅舎改築後も残されている。ノーザン線北行ホームに降りるエスカレーターの容量が不十分なため、この非常階段を利用してホームに降りる乗客が少なくない。エレベーター用の穴は事務所及び駅施設として使われている。チャリングクロス・ユーストン・アンド・ハムステッド鉄道開業時の駅舎はセンター・ポイントタワーを建設する際に取り壊された。

### 改良工事
ロンドン市内中心部の他の駅と同様、当駅でも開業時に設けられたエレベーターをエスカレーターで置き換える工事が1920年代に行われている。工事は1923年に始まり、半地下の改札階がセント・ガイルズ・サーカスの下に設置された。1926年2月1日に下りの、同年9月28日に上りのエスカレーターが供用を開始している。3基のエスカレーターを備える穴は改札階からセントラル線ホーム東側にある踊り場まで設けられ、ここからノーザン線ホーム北側に降りる2つのエスカレーターが設けられた。エレベーターは撤去され、エレベーターの穴は換気口に転用された。1938年には駅施設の冷却装置が設けられたが、1949年に稼働を停止している。
ノーザン線ホームの混雑緩和のため、ホーム中央にエスカレーター1基が追加されたが、このエスカレーターによってノーザン線を降りる旅客の動線とセントラル線の旅客の動線が交錯するようになり、混雑は一層ひどくなった。
1984年に駅全体が改築され、レスリー・グリーンがデザインしたヤーキスの地下鉄に共通の特徴だったタイル貼りのホーム壁面と、セントラル・ロンドン鉄道の共通設計だった白いタイル貼りのホーム壁面が失われた。
1980年代にはエドゥアルド・パオロッツィがデザインしたモザイクがホーム壁面に貼られた。このモザイクのデザインは駅に隣接する電気街を意識したものである。クロスレール乗り入れのための工事により、このモザイクの一部は撤去されている。2015年1月5日から11月29日までセントラル線の列車は当駅を通過することになっている。
2022年5月24日、クロスレールのエリザベス線が開通。トテナム・コート・ロード駅駅に停車することになった。

## 進行中の改良工事

### 混雑緩和策
当駅はアンドリュー・ボルデ・ストリートのセンター・ポイント・タワー下の地下道から北東、南西、北西の階段を通じて改札階に降りられる構造となっているが、混雑が激しいことから改札階が閉鎖されることがある。
混雑緩和のため、ロンドン交通局は当駅の大規模な改良に着手している。この工事では、改札階がセンター・ポイントの前に移動して拡張され、改札階からノーザン線ホーム中央に達する複数のエスカレーターが設置されるとともに、バリアフリーに対応する。アンドリュー・ボルデ・ストリートの地下道はこの改良工事の一環として閉鎖される。
2011年4月2日から同年11月28日まで、ノーザン線ホームの改良のため、ノーザン線の全列車が当駅を通過した。

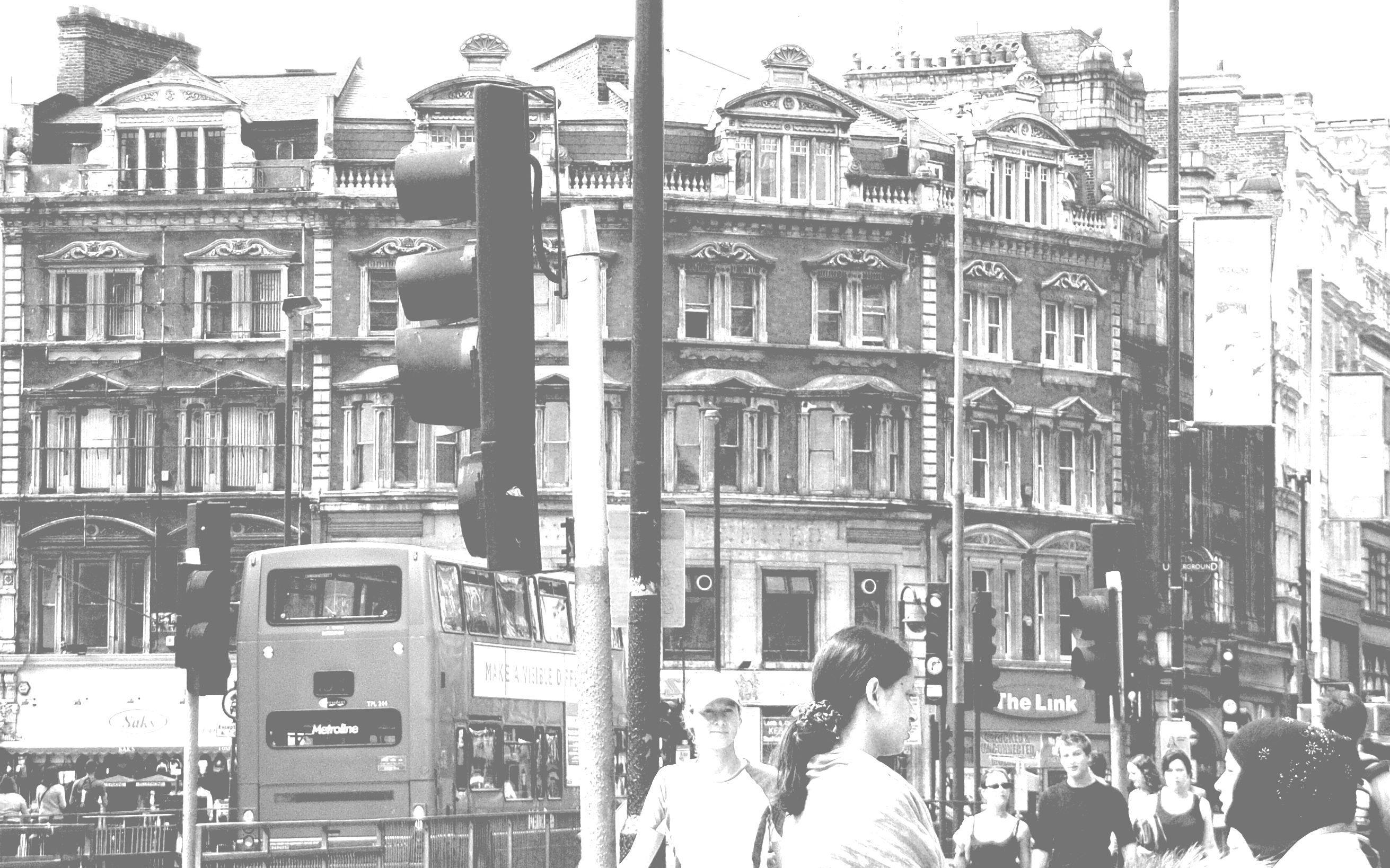
2006年撮影の白黒写真

2015年1月5日から11月29日までセントラル線のホームが閉鎖され、全列車が当駅を通過する。2015年1月12日、新しい改札階が供用された。従来はノーザン線のホームにはセントラル線のコンコースを通らないと到達できなかったが、改札階からノーザン線ホームまで一部階段を挟んで直結されるようになった。新設されたエスカレーターはロンドン地下鉄で最長のもので、所要1分とされている

### クロスレール
旧改札階の西側にはクロスレールに通じるエスカレーターが設けられる。クロスレール建設のため、ロンドン・アストリア劇場が解体され、セントラル・ロンドン鉄道以来の入り口も撤去された。
クロスレール計画の一環として、西側のディーン・ストリートにクロスレールと既存の地下鉄駅に入場できる新しい入口と改札が設けられる
クロスレールの駅の筺体は地下鉄の駅改良と同時に2015年1月12日に完成した。セント・パンクラス駅のテムズリンクの駅の場合と同様、クロスレールの建設者が駅全体の改築を取りまとめている。

#### 建設工事の写真

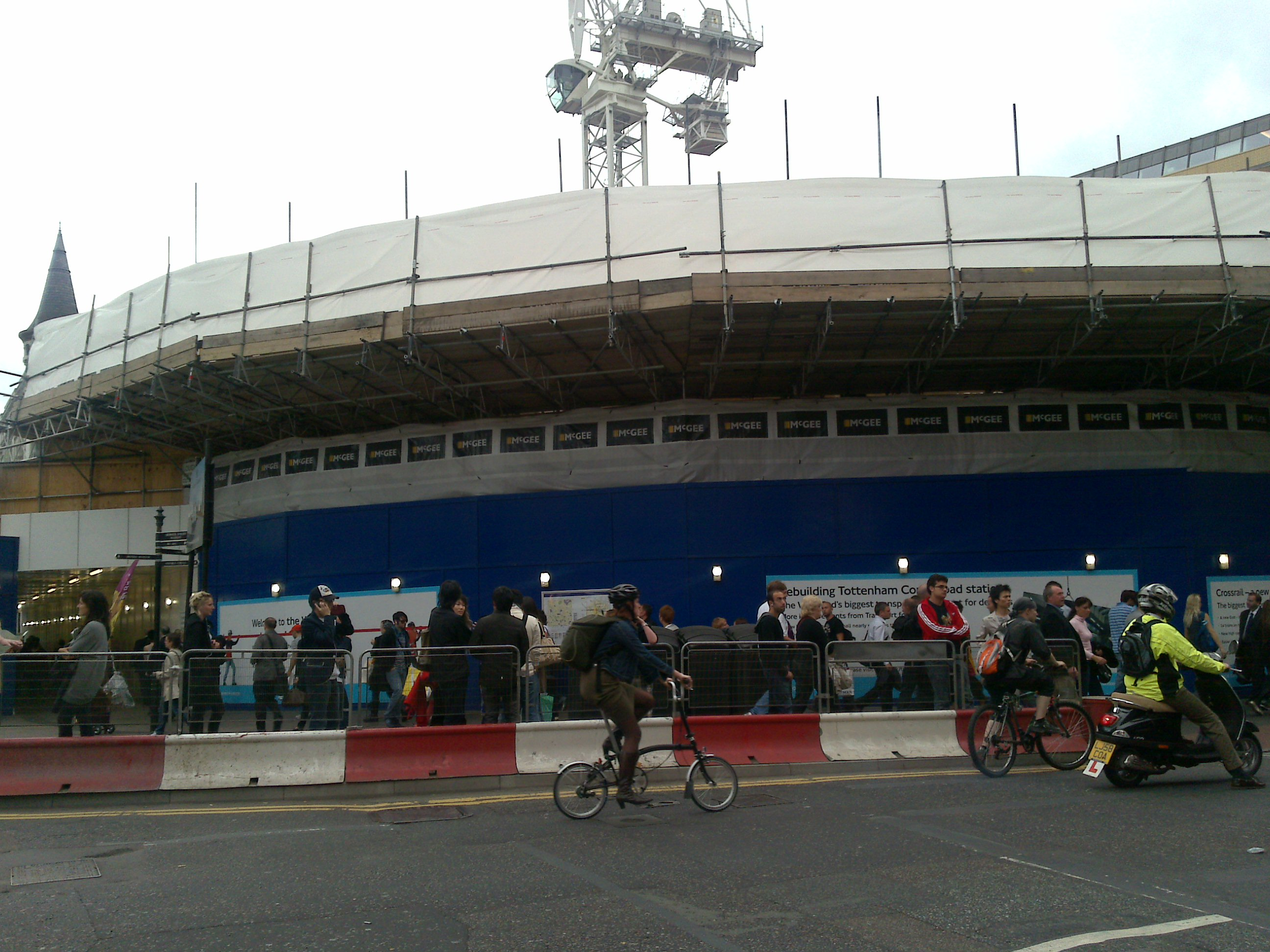
2009年9月
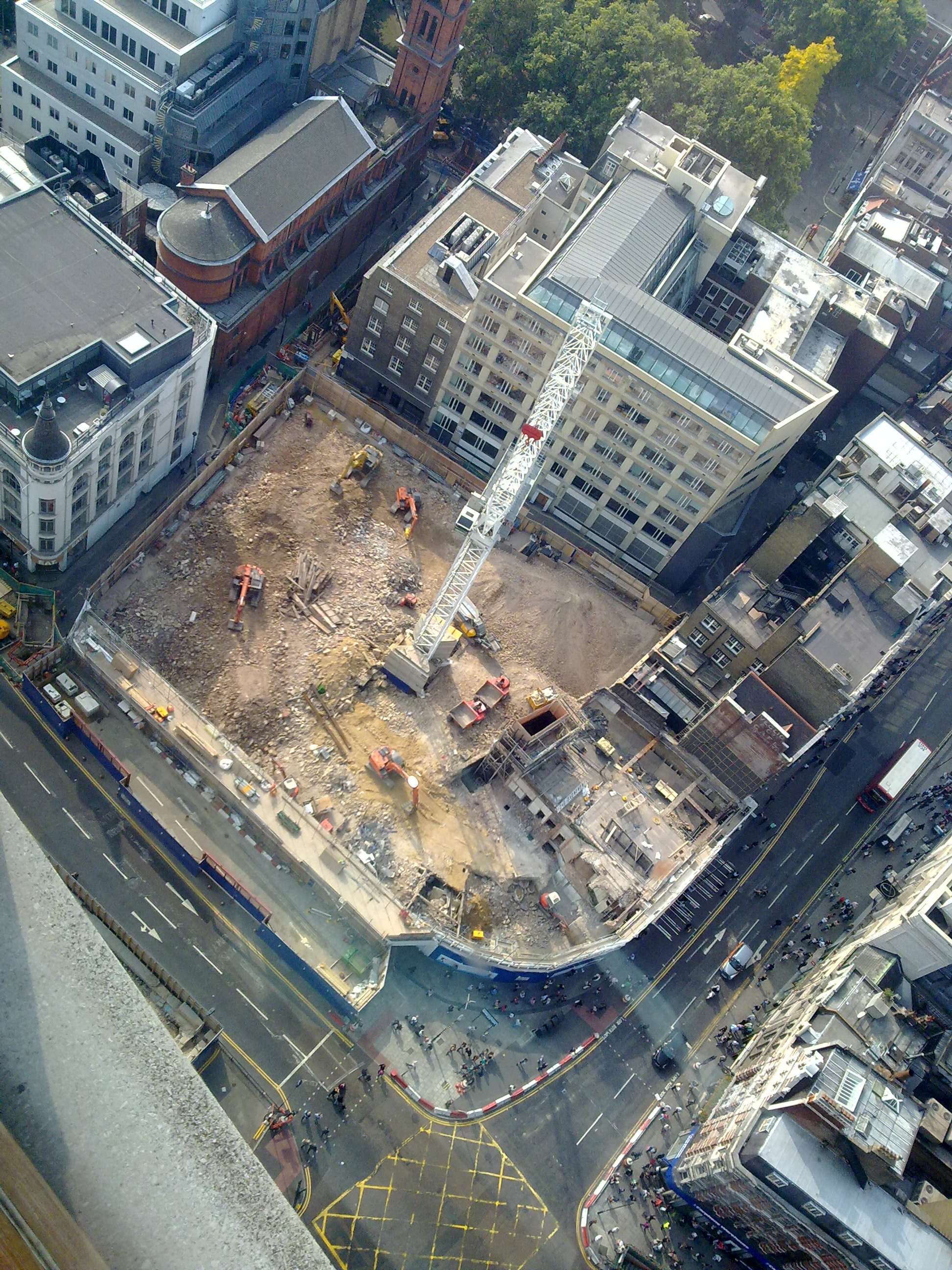
2009年9月
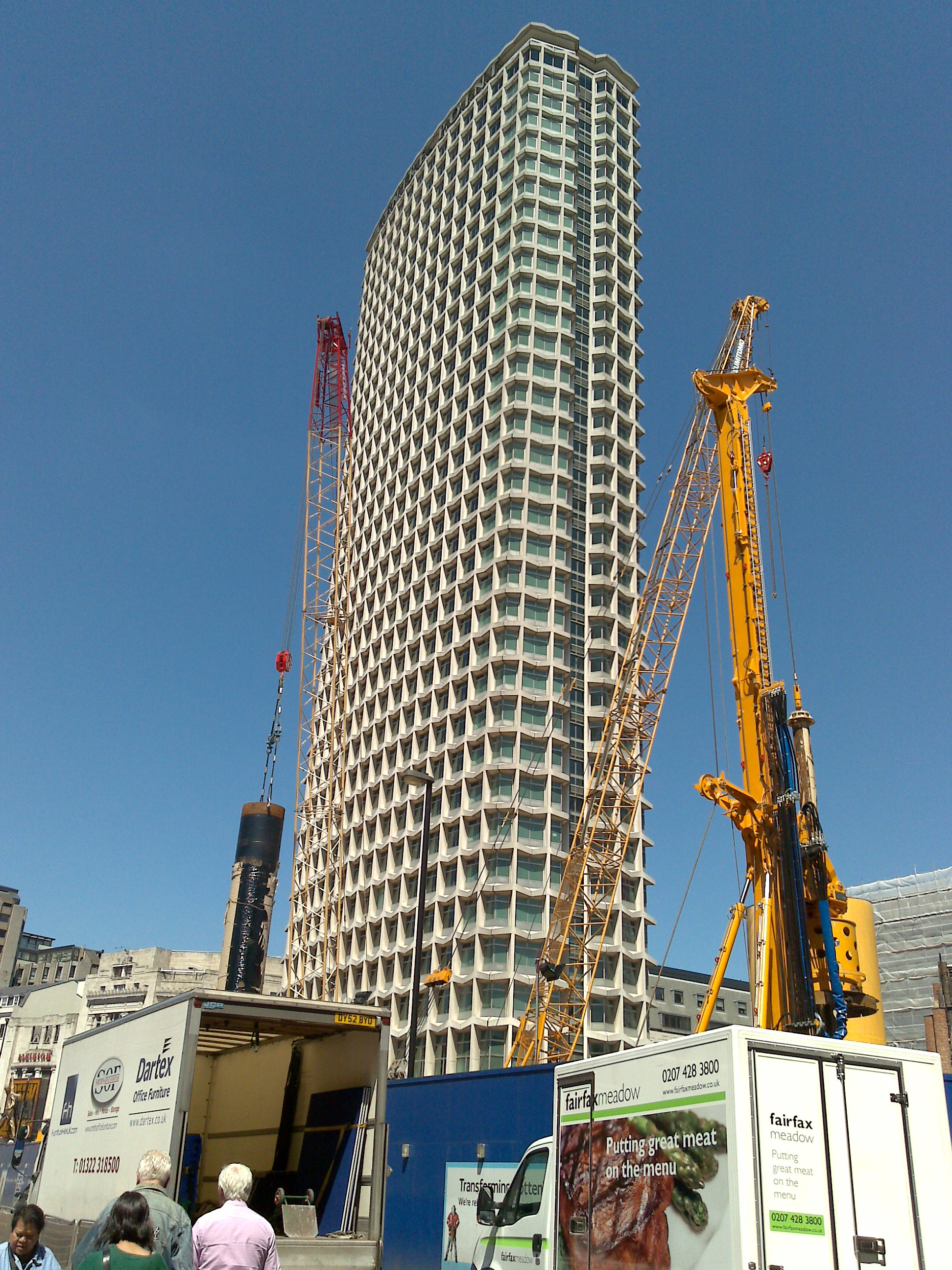
2010年6月
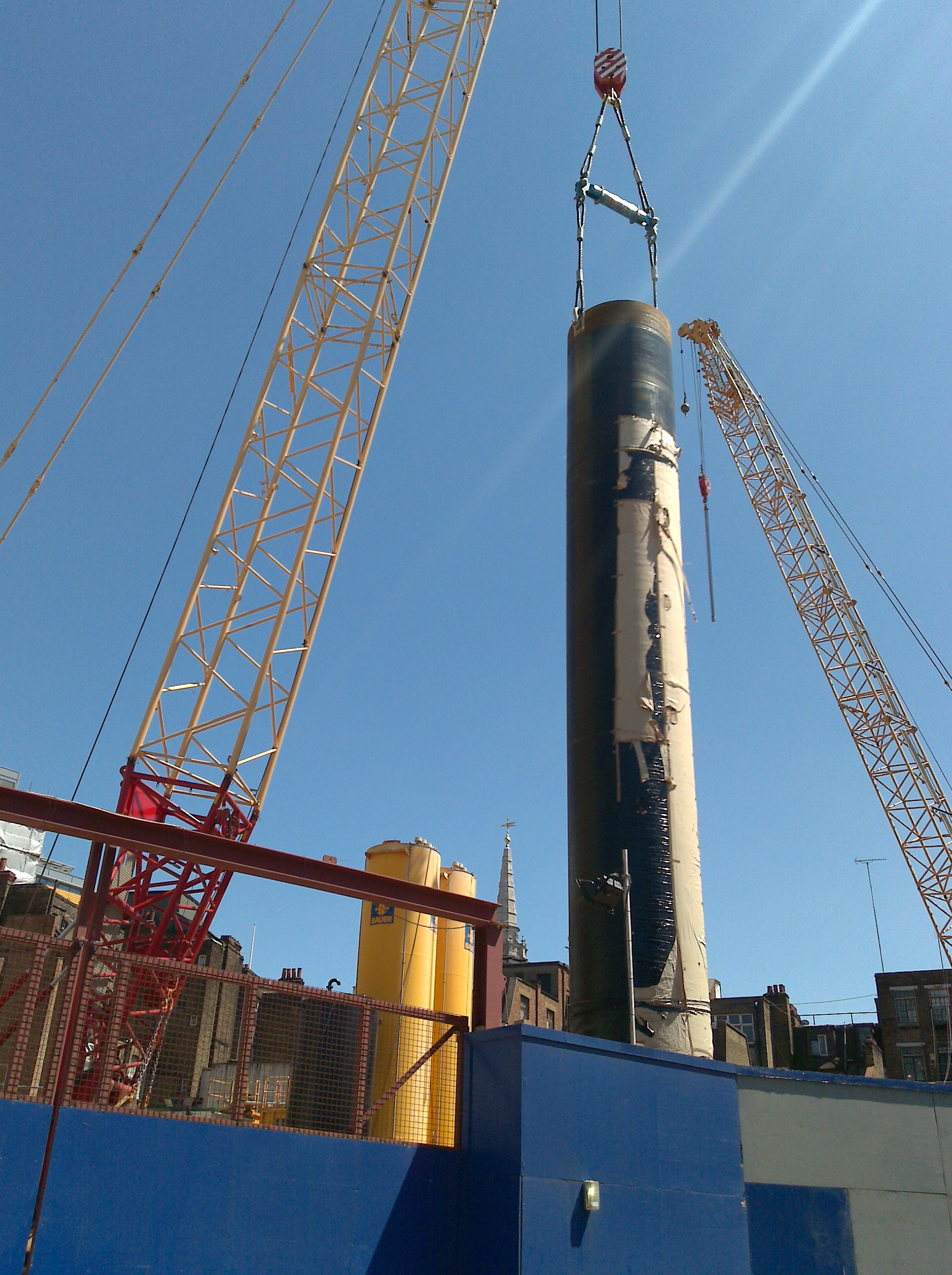
2010年6月
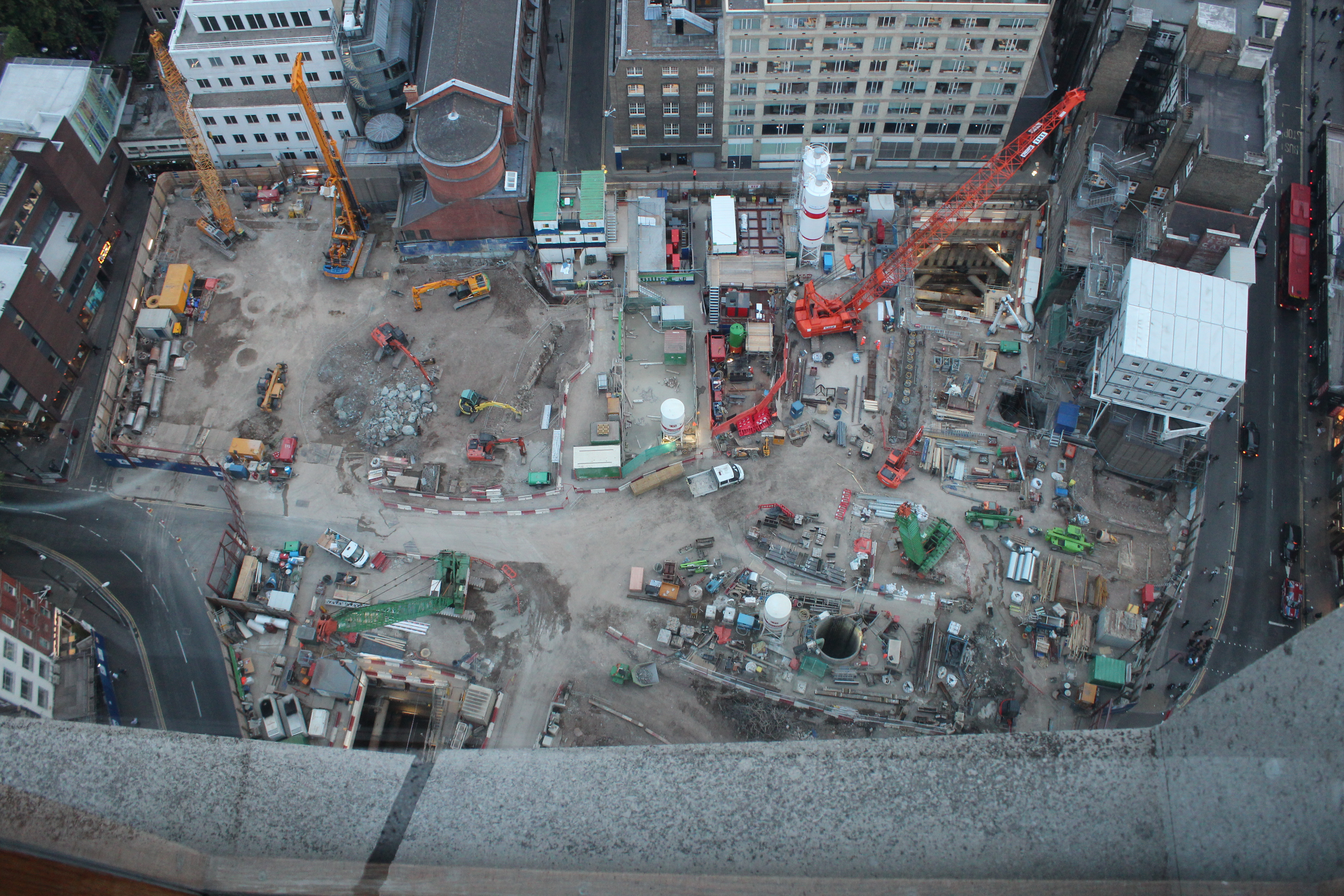
2011年7月

## 将来

### チェルシー-ハッキニー線（クロスレール2号線）
チェルシー=ハッキニー線が建設される際は、トテナム・コート・ロードに駅を設けることになっているため、現在実施中の改良工事はこれを見越したものとなっている。当駅はクロスレール1号線とクロスレール2号線の唯一の接続駅となるため、駅容量の大幅な拡張が必要となる。

## ギャラリー

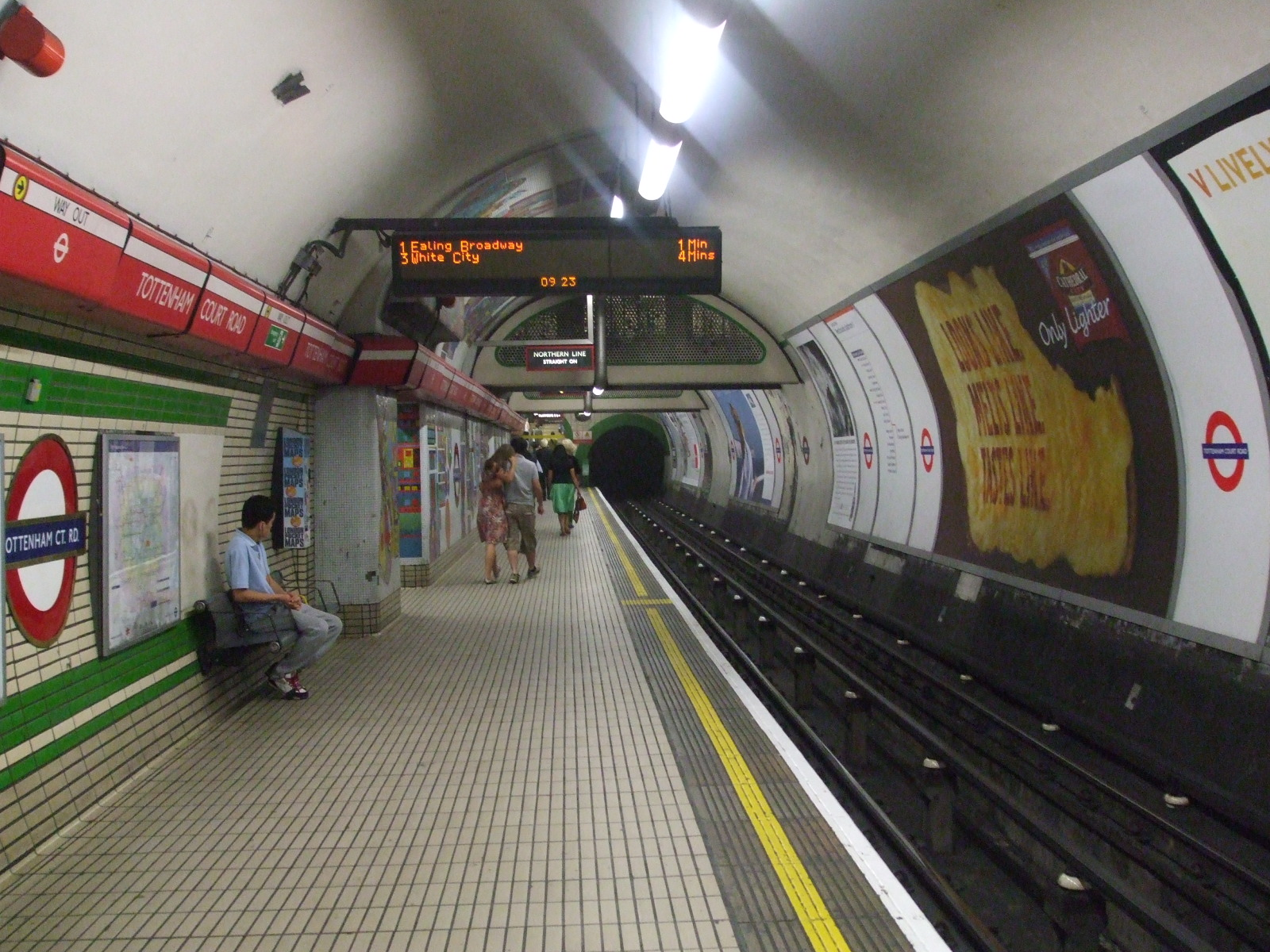
改築前のセントラル線西行ホーム、東側を見る
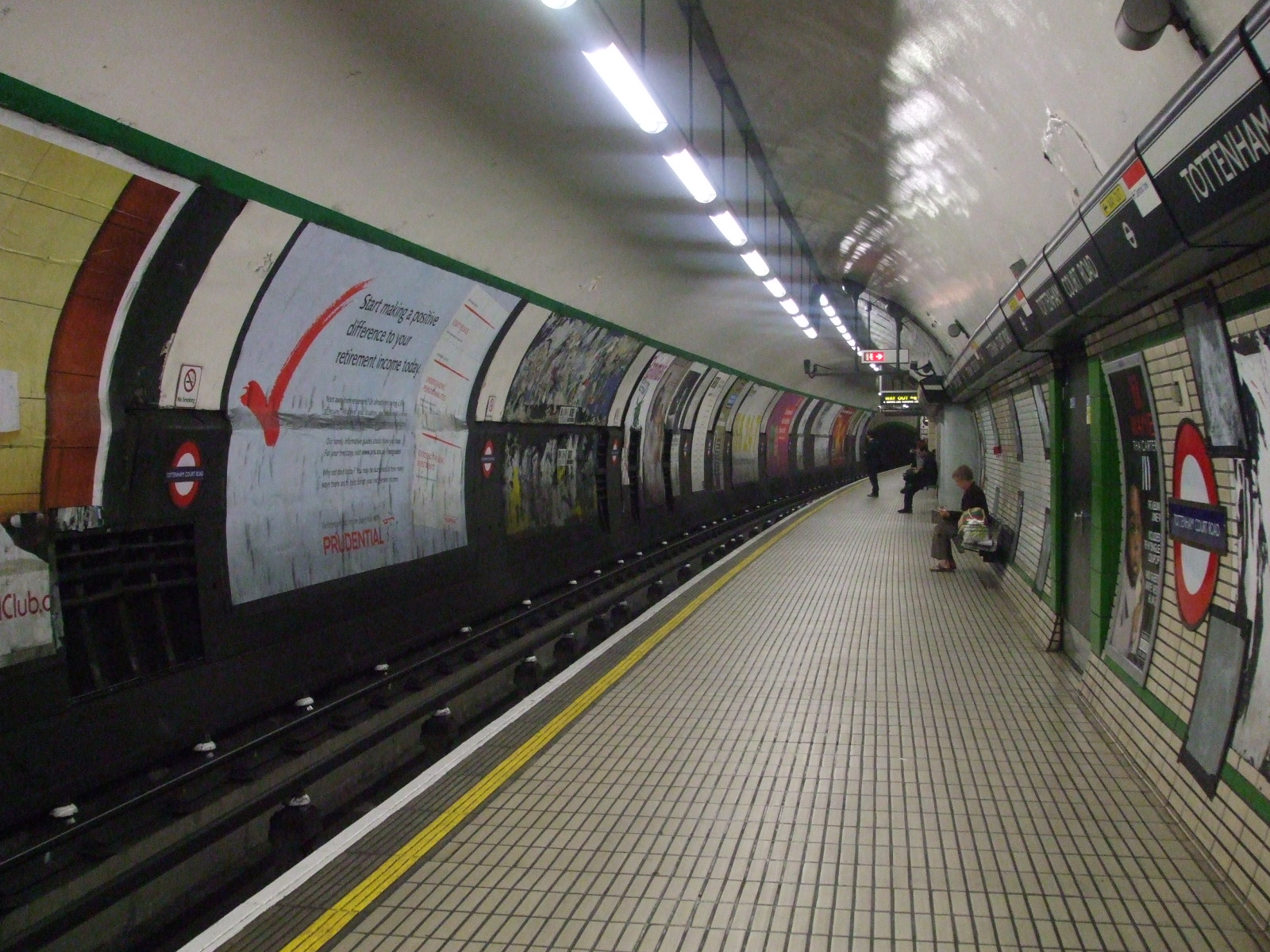
改築前のノーザン線北行ホーム、北側を見る
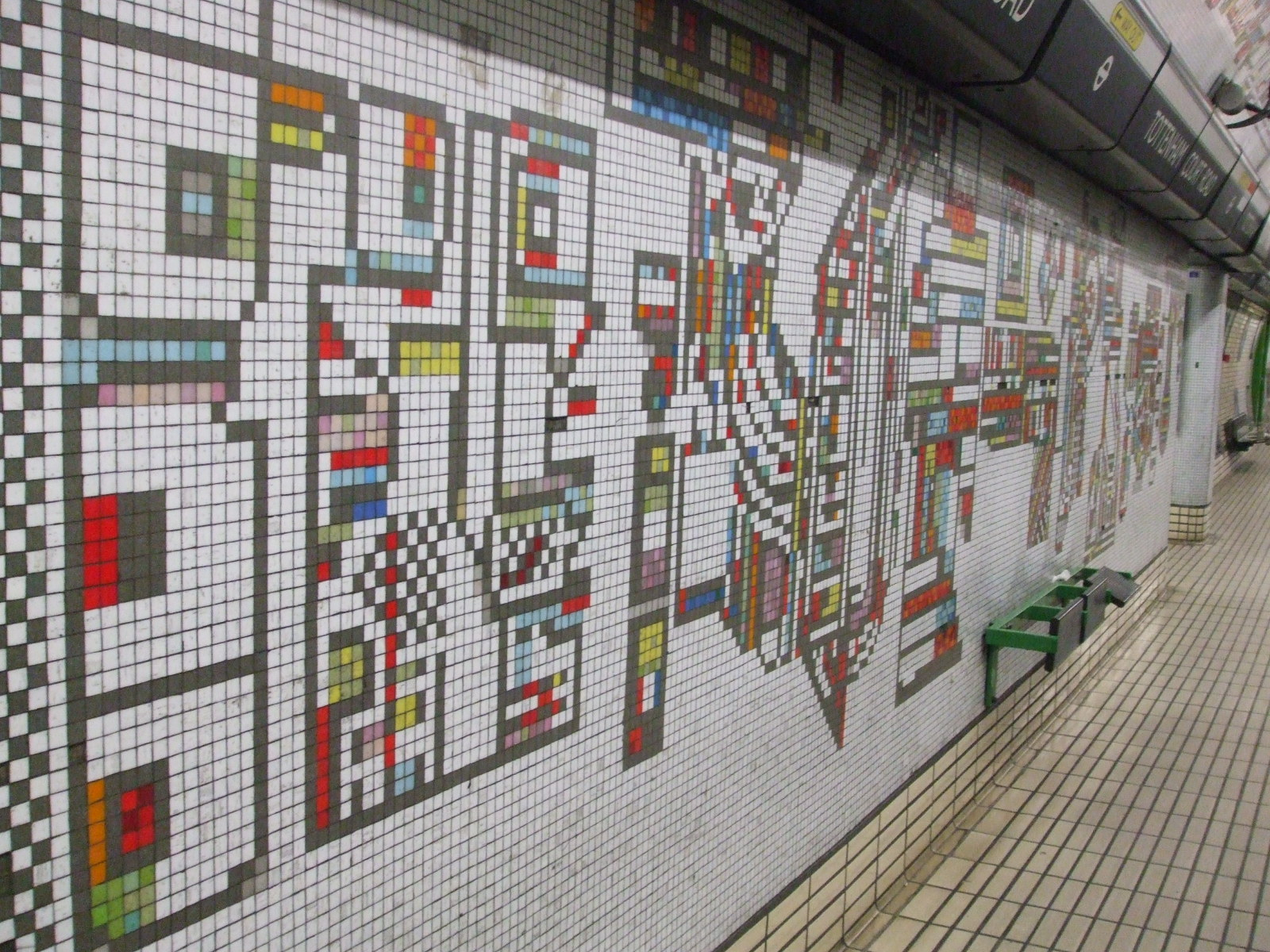
ノーザン線北行ホームのモザイク
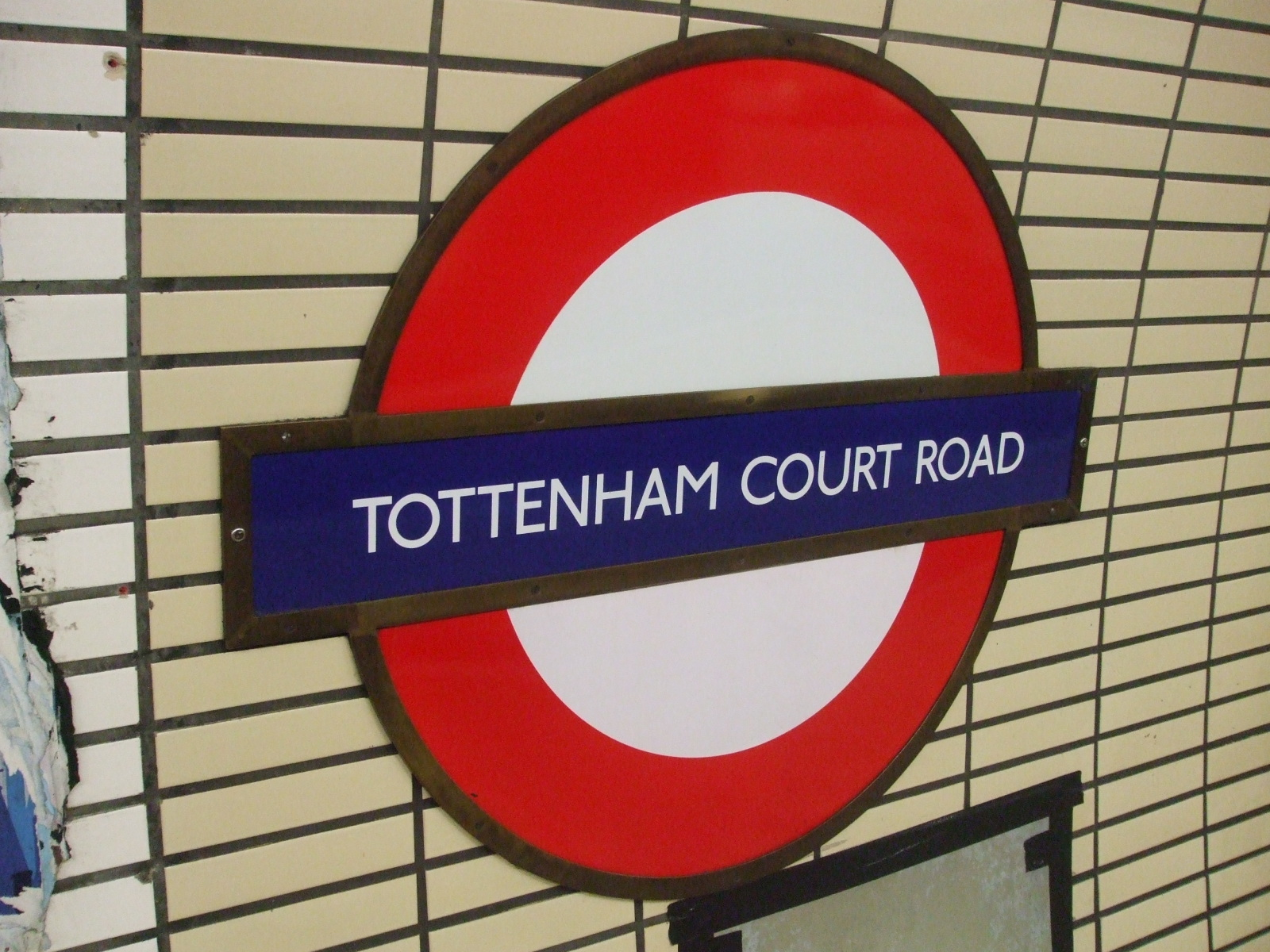
ノーザン線の駅名標

## バス路線
ロンドンバス1、7、8、10、14、19、24、25、29、38、55、73、98、134、176、242と深夜バスN1、N20、N5、N7、N8、N19、N20、N29、N35、N38、N41、N55、N68、N73、N98、N171、N207、N253、N279が当駅を経由する。

## 隣の駅
ロンドン交通局
ロンドン地下鉄
■セントラル線
オックスフォード・サーカス駅 - トテナム・コート・ロード駅 - ホルボーン駅
■ノーザン線
チャリング・クロス支線
レスター・スクウェア駅 - トテナム・コート・ロード駅 - グージ・ストリート駅
クロスレール
■エリザベス線
ボンド・ストリート駅 - トテナム・コート・ロード駅 - ファリンドン駅